# Hippotion lifuensis
Hippotion lifuensis är en fjärilsart som beskrevs av Rothschild 1894. Hippotion lifuensis ingår i släktet Hippotion och familjen svärmare. Inga underarter finns listade i Catalogue of Life.